# Forma de Jacobi
En matemàtiques, una forma de Jacobi és una forma autòmorfica del grup de Jacobi, que és el producte semidirecte del grup simplèctic Sp(n;R) i el grup de Heisenberg {\displaystyle H_{R}^{(n,h)}}. La teoria va ser estudiada sistemàticament per primera vegada per Eichler i Zagier (1985).

## Definició
Una forma de Jacobi de nivell 1, pes k i índex m és una funció {\displaystyle \phi (\tau ,z)} de dues variables complexes (amb τ en el semiplà superior) de tal manera que
- {\displaystyle \phi \left({\frac {a\tau +b}{c\tau +d}},{\frac {z}{c\tau +d}}\right)=(c\tau +d)^{k}e^{\frac {2\pi imcz^{2}}{c\tau +d}}\phi (\tau ,z){\text{ per a }}{a\ b \choose c\ d}\in SL_{2}(Z)}
- {\displaystyle \phi (\tau ,z+\lambda \tau +\mu )=e^{-2\pi im(\lambda ^{2}\tau +2\lambda z)}\phi (\tau ,z)} per a tots els enters λ μ.
- {\displaystyle \phi } és una expansió de Fourier

{\displaystyle \phi (\tau ,z)=\sum _{n\geq 0}\sum _{r^{2}\leq 4mn}c(n,r)e^{2\pi i(n\tau +rz)}.}

## Exemples
Els exemples de dues variables inclouen les funcions theta de Jacobi, la funció ℘ de Weierstrass i els coeficients de Fourier-Jacobi de les formes modulars de Siegel de gènere 2. Els exemples amb més de dues variables inclouen caràcters d'algunes representacions irreductibles de major pes de les àlgebres de Kac-Moody afins. Les formes meromòrfiques de Jacobi apareixen en la teoria de les formes modulars de Mock.